# 로브

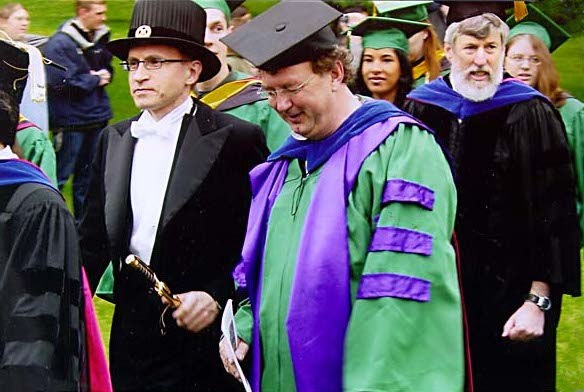
로브.

로브(영어: robe)는 의류의 종류 중 하나로, 헐렁한 가운의 일종이다. 망토와 비슷하지만 소매가 있는 것이 특징이다. 영어 단어 robe는 중세 영어 robe ("garment")에서 파생되었으며, 고대 프랑스어 robe("전리품")에서 차용되었으며 그 자체도 Frankish 단어 *rouba("전리품, 훔친 물건, 옷")에서 파생되었다.

## 종류
로브에는 다양한 종류가 있다.
- 교직원이나 학생이 학술 예복의 일부로 입는 가운, 특히 집회, 회중, 졸업식과 같은 의례 행사에 입는 가운.
- 판사나 변호사의 복장의 일부로 입는 가운.
- 강단 예복과 다양한 유형의 승려가 입는 예복을 포함하여 길고 흐르는 다양한 종교 의상.
- 귀족이나 왕족의 공복의 일부로 입는 가운.
- 로브 알 앙글레즈(18세기), 로브 드 스타일(1920년대)과 같은 프랑스 출신의 여러 여성 패션 중 하나.
- 마법사나 기타 마법의 인물들이 판타지 문학이나 롤플레잉 게임에서 입는 가운.
- 목욕이나 수영 후에 주로 입는 목욕 가운.
- 흔히 아침에 일어난 후 속옷 상태를 가리기 위해 사용하는 가운을 드레싱 가운이라고 한다. 목욕 가운과 유사하지만 흡수성 물질이 없다.
- (비공식적 용례) 길고 흐르는 옷; 예를 들어, 캐삭은 꼭 맞는 옷이지만 캐삭은 로브라고도 한다.
- 모피나 털이 아직 붙어 있는 치료된 동물 가죽으로, 종종 물소에서 나온 것으로, 착용하거나 집에서 따뜻함을 위해 사용한다.

## 같이 보기
- 아바야
- 옷
- 기모노
- 토브 (옷)
- 가사 (옷)